# تانگ گوآچیانگ
تانگ گوآچیانگ (چینی: 唐國強؛ زادهٔ ۴ مهٔ ۱۹۵۲) بازیگر اهل چین است.
از فیلم‌ها یا برنامه‌های تلویزیونی که وی در آن نقش داشته است، می‌توان به تأسیس جمهوری اشاره کرد.